# Kongolo (Mbarali)
Kongolo è una circoscrizione rurale (rural ward) della Tanzania situata nel distretto di Mbarali, regione di Mbeya. Conta una popolazione di 10 309 abitanti (censimento 2012).